# سیارک ۱۵۶۱
سیارک ۱۵۶۱ (به انگلیسی: 1561 Fricke، نامگذاری:1941CG) هزار و پانصد و شصت و یکمین سیارک کشف شده‌است که در ۱۵ فوریه ۱۹۴۱ و در هایدلبرگ کشف شد.
قدر مطلق سیارک برابر ۱۱٫۶۰ است.